# Поверхневий монтаж

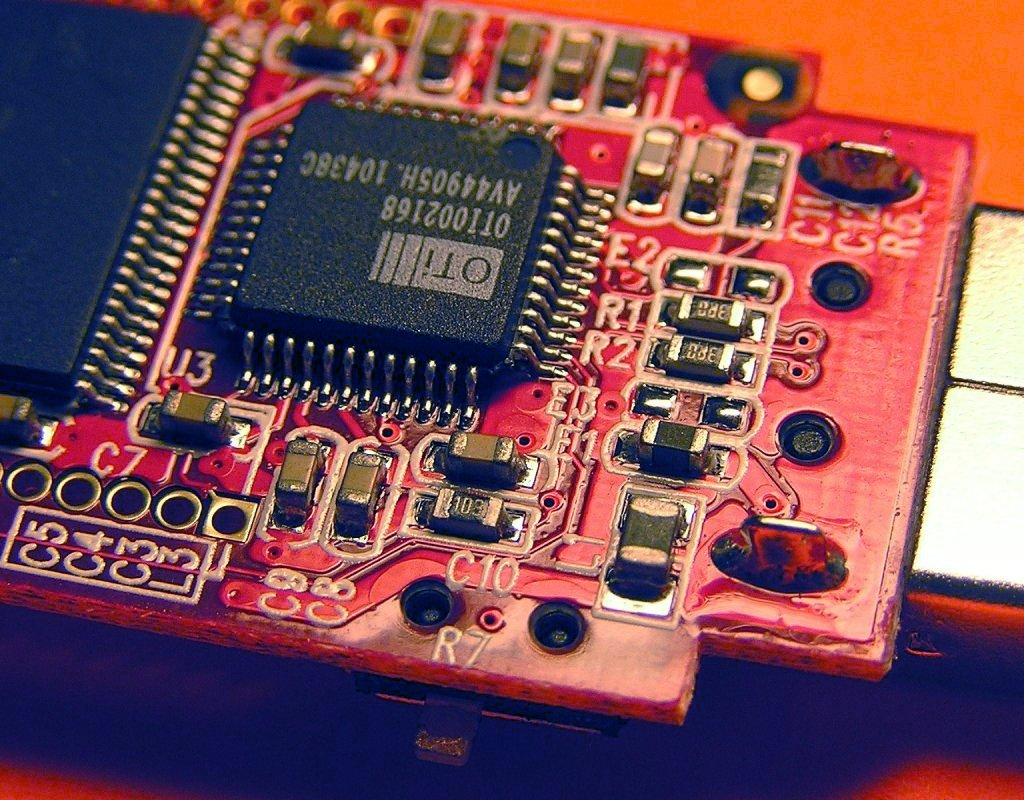
Друкована плата USB флеш-накопичувача, виготовлена за технологією поверхневого монтажу

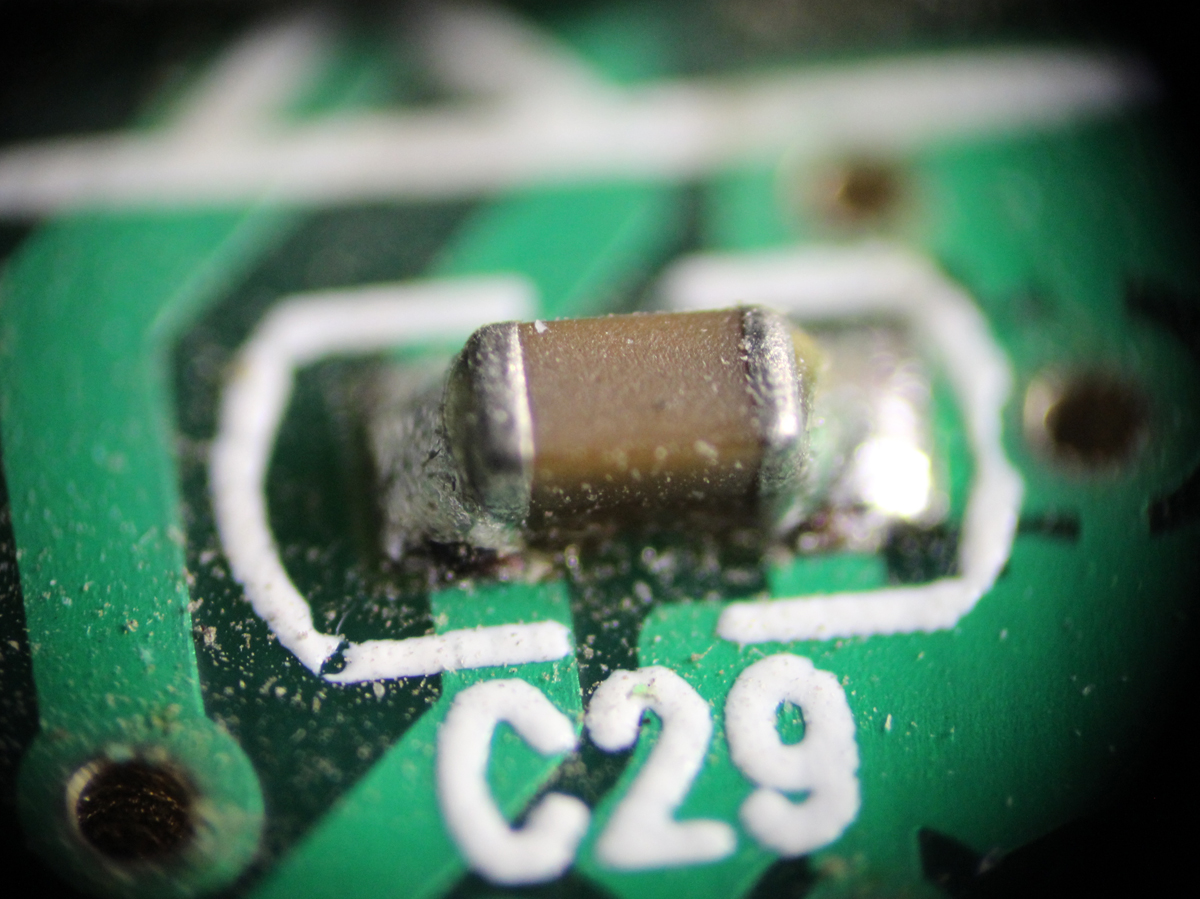
SMD конденсатор на платі для поверхневого монтажу

Поверхневий монтаж (англ. surface-mount technology, SMT) — технологія виготовлення електронних пристроїв, в якій компоненти встановлюються безпосередньо на поверхню друкованої плати. Компоненти для поверхневого монтажу називаються SMD (англ. surface-mount device).
Цей метод виготовлення друкованих вузлів значною мірою замінив технологію наскрізного монтажу, в якому вивідні компоненти монтуються на друкованій платі за допомогою отворів у ній.

## Історія
Технологія поверхневого монтажу була розроблена в 1960-х роках і почала широко використовуватися в кінці 1980 року. Одним з першопрохідців у цій технології була IBM. Компоненти були перепроектовані таким чином, щоб зменшити контактні майданчики або виводи, які б могли припаюватись безпосередньо до поверхні друкованої плати.
У порівнянні з традиційними, плати для поверхневого монтажу мають підвищену щільність розміщення електронних елементів, менші відстані між провідниковими елементами та контактними майданчиками. Компоненти для поверхневого монтажу (SMD) найчастіше мають невелику вагу і розмір, а також меншу ціну. Така технологія зарекомендувала себе у підвищенні автоматизації виробництва і збільшенні продуктивності.

## Технологія

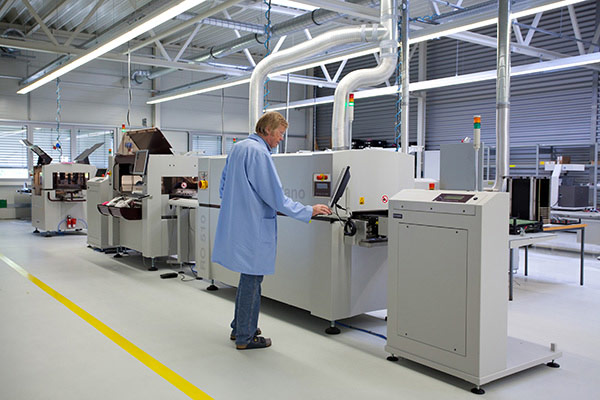
Виробнича лінія із машини встановлення компонентів та паяльної печі

Типова послідовність операцій в технології поверхневого монтажу включає:
- Нанесення паяльної пасти на контактні майданчики (дозування в одиничному і дрібносерійному виробництві, трафаретний друк в серійному і масовому виробництві)
- Установка компонентів
- Групове паяння методом оплавлення пасти у печі (переважно методом конвекції, а також інфрачервоним нагріванням або в паровій фазі)
- Очищення плати від флюсу (в залежності від його активності) і нанесення захисних покриттів.

Одним з найважливіших технологічних матеріалів, що застосовуються при поверхневому монтажі, є паяльна паста, що являє собою суміш порошкоподібного припою з органічними наповнювачами, до яких входить флюс. Окрім забезпечення процесу паяння припоєм і підготовки поверхонь, паяльна паста також виконує функцію фіксування компонентів до паяння за рахунок в'язкості і склеювальних властивостей.
При паянні методом поверхневого монтажу дуже важливо забезпечити правильний температурний графік в часі (термопрофіль), щоб уникнути термоударів, забезпечити добру активацію флюсу і змочування поверхні припоєм.

## Переваги і недоліки

### Переваги
Основні переваги SMT перед старішим методом наскрізного монтажу:
- Зниження маси і розмірів друкованих вузлів за рахунок відсутності виводів у компонентів або їх меншої довжини, а також збільшення щільності компонування і трасування, зменшення розмірів самої елементної бази та зменшення кроку виводів.
- Поліпшення електричних характеристик: за рахунок зменшення довжини виводів і більш щільного компонування елементів значно поліпшується якість передачі слабких і високочастотних сигналів, знижується паразитна ємність та індуктивність.
- Можливість розміщення деталей по обидві сторони друкованої плати.
- Менша кількість отворів[en], які необхідно виконати у платі.
- Істотне зниження собівартості серійних виробів за рахунок використання засобів автоматизації монтажу компонентів англ. SMT_placement_equipment

### Недоліки
- Підвищені вимоги до якості проектування топології друкованих плат
- Підвищені вимоги до точності температури паяння та її залежності від часу, оскільки при груповому паяння нагріванню піддається весь компонент.
- Жорстка зв'язка безвивідних компонентів і матеріалу друкованих плат, які мають різні коефіцієнти теплового розширення, що призводить при впливі в процесі експлуатації великих перепадів температур до виникнення механічних напруг і руйнування елементів конструкції.
- Високі вимоги до якості й умов зберігання технологічних матеріалів.

## Корпуси для поверхневого монтажу
Компоненти для поверхневого монтажу зазвичай мають менші розміри, ніж їх аналоги у виводних корпусах. Електронна промисловість має низку стандартних форм і типорозмірів SMD компонентів. Провідним органом із стандартизаці є комітет інженерної стандартизації напівпровідникової продукції JEDEC.
- двоконтактні:

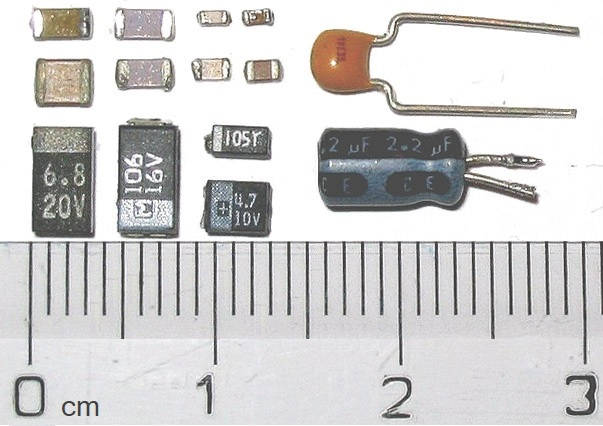
SMD конденсатори (зліва) у порівнянні з двома вивідними конденсаторами (справа).

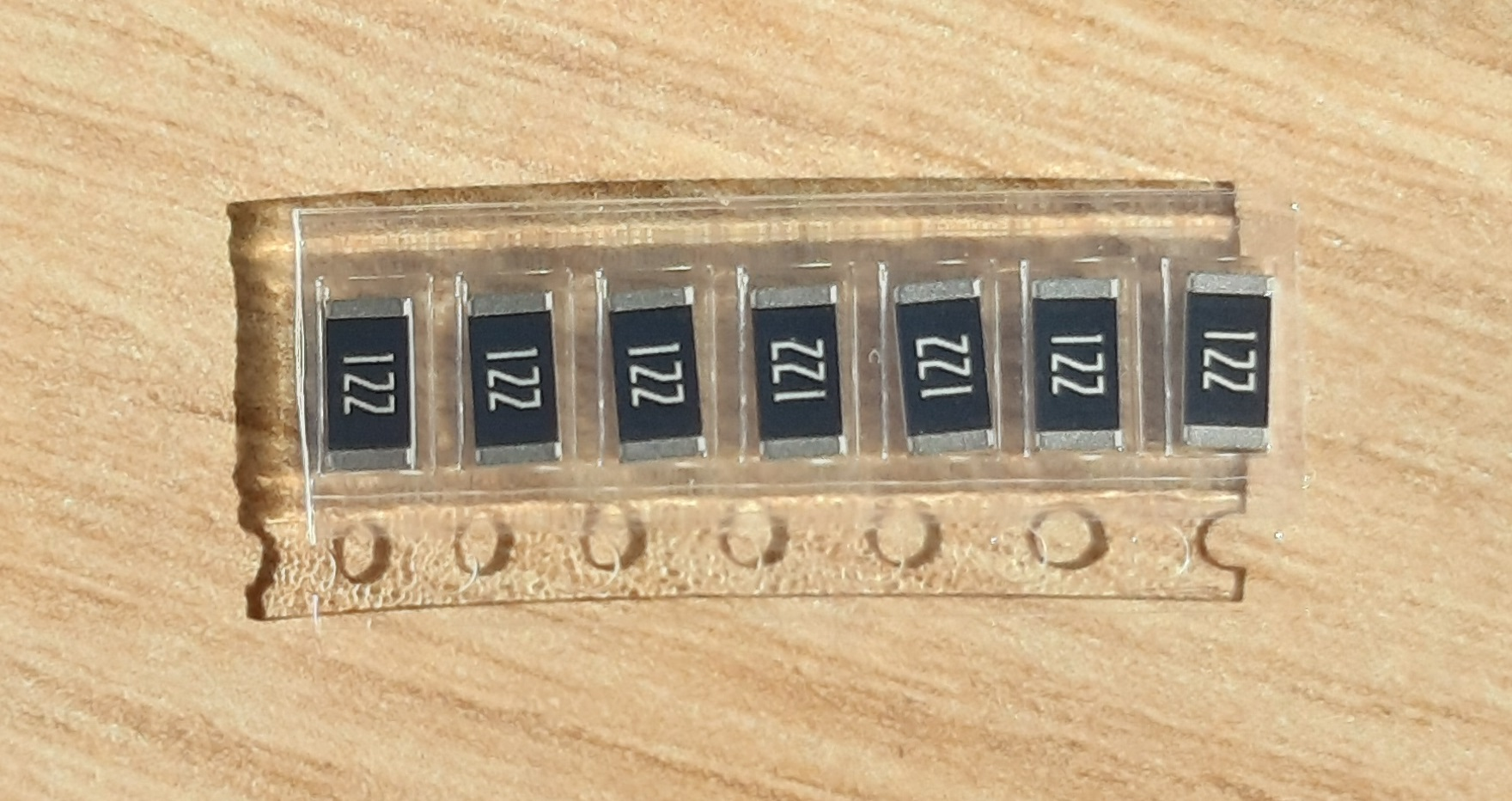
SMD-резистори в оригінальній упаковці - цю упаковку можна використовувати в монтажній машині.

  - прямокутні пасивні компоненти (в основному резистори і конденсатори);
  - танталові конденсатори;
  - алюмінієві (електролітичні) конденсатори;[1]
  - діоди (Small Outline Diode, SOD);
  - MELF (англ. Metal Electrode Leadless Face): бочкоподібні компоненти, в основному резистори і діоди;[2]
  - DO-214;
- трьохконтактні:
  - транзистори (Small-outline transistor, SOT);
  - DPAK (TO-252, SOT-428) — трьох- або п'ятививодний корпус, розроблений компанією Motorola для напівпровідникових пристроїв з великим виділенням тепла;[3]
  - D2PAK (TO-263, SOT-404) — корпус аналогічний DPAK, але більший за розміром (як правило, його габарити відповідать габаритам TO220);
  - D3PAK (TO-268) — корпус аналогічний D2PAK, але ще більший за розміром;
- з чотирма і більше виводами:
  - у дві лінії з боків;
  - у чотири лінії з боків;
  - масив виводів;
  - безкорпусні компоненти.